# Регламент про прямі виплати фермерам
Регла́мент про прямі́ ви́плати фе́рмерам — нормативно-правовий акт Європейського Союзу, який встановлює правила отримання субсидій у рамках спільної сільськогосподарської політики.
2 грудня 2021 року був ухвалений новий Регламент № 2021/2115, який набрав чинности 7 грудня 2021 року та почав застосовуватися з 1 січня 2023 року в рамках нової спільної аграрної політики Європейського Союзу. Основні відмінності зі старим регламентом № 1307/2013 пов’язані з реформою САП, яка була здійснена для адаптації до сучасних викликів, зокрема кліматичних змін, сталого розвитку та потреб сільських громад.
Зокрема, Регламент № 2021/2115 значно більше уваги приділяє екологічній стійкості. Введені екосхеми (eco-schemes) як обов’язковий компонент першого стовпа САП. Фермери отримують фінансування за добровільне виконання екологічно сприятливих практик. Більший акцент на результатах і впливі політики. Впроваджується система моніторингу та оцінки, яка базується на досягненні визначених цілей (performance-based approach). Стимулюється впровадження інновацій, цифрових технологій і точного землеробства для підвищення ефективності та зменшення екологічного впливу.
Введено Стратегії національного плану CAP (CAP Strategic Plans), що дозволяють державам-членам більше самостійно адаптувати реалізацію політики відповідно до їхніх локальних потреб та умов. Продовжується курс на справедливіший розподіл прямих виплат. Більше уваги приділяється підтримці малих та середніх фермерів, молодих фермерів і скороченню розриву у виплатах між великими та дрібними господарствами. САП інтегрується з такими глобальними ініціативами, як Європейський зелений курс (Green Deal) і стратегія «Від ферми до виделки» (Farm to Fork).

## Історія

### Зміст регламенту № 1307/2013

#### Розділ I - Сфера застосування та визначення
Розділ I встановлює основоположні елементи Регламенту, визначаючи сферу його застосування та основні умови його застосування:
- Стаття 1: окреслює загальну застосовність регламенту, закладаючи основу для його широкого поширення в Європейському Союзі.[2]

- Стаття 2: Деталі поправок до Додатку I, що відображають еволюцію регламенту та забезпечують його поточну актуальність.[3]

- Стаття 3: розширює застосування регламенту до найвіддаленіших регіонів Європейського Союзу і менших островів Егейського моря, підкреслюючи його інклюзивну та всеосяжну сферу дії.[4]

- Стаття 4: містить чіткі визначення ключових термінів, які використовуються в цьому регламенті, забезпечуючи однакове розуміння та впровадження в різних державах-членах.[5]

#### Розділ II - Загальні положення щодо прямих платежів
Розділ II деталізує правила, що регулюють прямі виплати в рамках Спільної сільськогосподарської політики:
- Стаття 5 – Загальні положення спільної сільськогосподарської політики: визначає, що Регламент № 1306/2013 застосовується до схем у цьому Регламенті, узгоджуючи його з ширшими настановами CAP.[6]

- Стаття 6 – Національні ліміти: встановлює річні максимальні ліміти прямих платежів для кожної держави-члена, захід для пропорційного розподілу коштів CAP між державами Європейського Союзу.[7]

- Стаття 7 – Чисті ліміти: обмеження загальних прямих виплат у кожній державі-члені після застосування статті 11, зосереджуючись на справедливому розподілі та запобіганні концентрації допомоги.[8]

- Стаття 9 – Активний фермер: встановлює критерії прийнятности для прямих виплат, спрямовуючи кошти на тих, хто справді займається сільським господарством.[9]

- Стаття 10 – Мінімальні вимоги для отримання прямих виплат: докладно описує умови, за яких фермери можуть не мати права на виплати, наприклад, мінімальні суми виплат, щоб визначити пріоритетність ефективної підтримки.[10]

- Стаття 11 – Зменшення виплат: передбачає зменшення виплат для великих ферм, підтримуючи фокус CAP на малих і середніх сільськогосподарських підприємствах.[11]

#### Розділ III - Схема основної виплати, схема єдиної виплати на площу та пов'язані виплати
У Розділі III розглядаються структури та умови схем основного платежу та єдиного платежу:
- Стаття 21: Встановлює критерії отримання прав для схеми основної виплати, окреслюючи передумови для отримання виплат фермерами.[12]
- Стаття 22: Встановлює максимальний бюджет, доступний за схемою основної виплати, забезпечуючи обмеження загальної суми виділених коштів.[13]
- Стаття 23: Деталізує розподіл національних лімітів між регіонами в державах-членах з метою збалансованого розподілу коштів.[14]

#### Розділ IV – Спільна підтримка
Розділ IV обговорює особливості додаткових заходів підтримки для певних сільськогосподарських секторів:
- Стаття 52: Встановлює основу для добровільної пов’язаної підтримки, спрямованої на конкретні сільськогосподарські сектори, які потребують додаткової допомоги.[15]
- Стаття 53: деталізує фінансові положення для впровадження пов’язаної підтримки, окреслюючи бюджетні аспекти.[16]

#### Розділ V – Схема дрібних фермерів
Розділ V містить спеціальні положення для дрібних фермерів, спрямовані на задоволення їхніх унікальних потреб:
- Стаття 61: Визначає рамки та умови участі в Схемі малих фермерів, орієнтовані на менші сільськогосподарські операції.[17]
- Стаття 62: Описує вимоги та процес для дрібних фермерів, щоб стати частиною схеми.[18]

#### Розділ VI - Національні програми реструктуризації бавовняного сектора
Розділ VI зосереджується на програмах реструктуризації у бавовняному секторі, що стосуються конкретних потреб галузі:
- Стаття 66: Деталізує використання річних бюджетів для програм реструктуризації у бавовняному секторі, підкреслюючи аспекти фінансового управління.[19]

#### Розділ VII – Прикінцеві положення
Розділ VII містить заключні елементи регламенту:
- Стаття 67: Визначає вимоги до повідомлень, пов’язаних із регулюванням, забезпечення відповідности та прозорости.[20]
- Стаття 68: розглядає обробку та захист персональних даних у контексті регламенту, підкреслюючи проблеми конфіденційности даних.[21]
- Стаття 69: обговорює заходи для вирішення конкретних проблем, забезпечуючи основу для вирішення непередбачуваних проблем.[22]

## Висновок
Регламент № 1307/2013 був важливим законодавчим заходом у рамках спільної сільськогосподарської політики (CAP), спрямований на модернізацію, спрощення та більш справедливу систему прямих виплат фермерам у Європейському Союзі. Регламент встановлює чіткі критерії та ліміти для виплат, забезпечуючи збалансований розподіл підтримки, наголошуючи на сталих та екологічно чистих методах сільського господарства та задовольняючи різноманітні потреби різних сільськогосподарських секторів, включаючи дрібних фермерів і окремі галузі рослинництва.
Повна сфера застосування регламенту, яка охоплює: від загальних положень щодо прямих виплат до конкретних схем, як-от Схема базової виплати та підтримка дрібних фермерів.
Встановлюючи детальні правила та умови для прямих виплат, регламент не лише надає фінансову підтримку фермерам, але й сприяє досягненню ширших цілей CAP, включаючи розвиток сільської місцевости, захист довккілля та підтримку життєздатности сільськогосподарського сектора в Європейському Союзі.